# Gryllus leei
Gryllus leei (лат.) — вид прямокрылых насекомых из семейства сверчков. Эндемики США.

## Распространение
Северная Америка: США (Юта, Black Rock Desert).

## Описание
Сверчки чёрного цвета. Отличаются от близких видов (Gryllus saxatilis, Gryllus vulcanus) особенностями морфологии (блестящий пронотум, маленькая голова, короткий яйцеклад) и акустической коммуникации (пения), очень длинные церки, которые длиннее яйцеклада. Вид был впервые описан в 2019 году американскими энтомологами Дэвидом Вейссманом (David B. Weissman; Department of Entomology, Калифорнийская академия наук, Золотые ворота, Сан-Франциско, США) и Дэвидом Грэем (David A. Gray; Department of Biology, Университет штата Калифорния, Northridge, Калифорния). Видовое название дано в честь Vincent F. Lee из Калифорнийской академии наук, за помощь в работе.